# 關仝
關仝（？—？），陝西長安人，中國五代後梁時期的山水畫畫家。与他的師父荊浩在画史上合称“荆關山水”，自創有“關家山水”，在秦嶺、華山一代活動。現存作品有《秋山晚翠圖》、《關山行旅图》:234-235。
關仝與李成、范寬在北宋並稱為「三家山水」。其門生包括郭忠恕、王士元、劉永、王端等。

## 作品
- 《關山行旅圖》，藏於台灣台北國立故宮博物院
- 《山谿待渡圖》，藏於台灣台北國立故宮博物院
- 《秋山晚翠圖》，藏於台灣台北國立故宮博物院
- 《蜀山棧道圖》，藏於台灣台北國立故宮博物院